# Heterósfera
La atmósfera superior o heterosfera o heterósfera es la capa superior de la atmósfera terrestre clasificada según su composición. Se desarrolla sobre la homosfera, a partir de los 80 kilómetros de altitud. 

## Composición química de la heterósfera
Se extiende desde los 80 km hasta el límite superior de la atmósfera (unos 10.000 km); está estratificada, es decir, formada por diversas capas con composición diferente.
- 80-400 km - capa de nitrógeno molecular
- 400-1.100 km - capa de oxígeno atómico
- 1.100-3.500 km - capa de helio
- 3.500-10.000 km - capa de hidrógeno

En la termósfera el oxígeno atómico absorbe las radiaciones ultravioletas y calienta la atmósfera hasta valores de 200 y 300 °C. 
Sobre la termósfera se desarrolla la exósfera y luego la magnetósfera, que está compuesta por electrones y protones atrapados por el campo magnético terrestre. En su interior existen dos regiones de fuerte radiación a 3000 y 15 000 kilómetros; ellas son conocidas como los cinturones de Van Allen.